# Valentyn Slyusar
Valentyn Slyusar pouvant s'écrire Sliusar, né le 15 septembre 1977, est un footballeur ukrainien. Il joue au poste de milieu de terrain.

## Biographie

### En club
Valentyn Slyusar arrive au Dynamo Kiev en 1994 où il est formé mais il joue régulièrement en équipe 2 ou 3.
Pour avoir du temps de jeu il joue dans plusieurs autres clubs du championnat ukrainien. Il est même transféré dans le club russe du FK Rostov mais joue très peu (1 match).
En 2005, il est transféré au Metalist Kharkiv, et devient un titulaire indiscutable de l'équipe et joue ses premiers matchs européens.
Le 19 mars 2009, il marque en son premier but en Coupe de l'UEFA contre le Dynamo Kiev mais ne parvient pas à qualifier son club pour les quarts de finale.

### En sélection
Slyusar est appelé la première fois en sélection nationale le 19 novembre 2008 lors d'un match contre la Norvège, où il commence la rencontre en étant titulaire. Il a alors 31 ans.

## Palmarès
Vierge

## Référence
1. ↑  (en) « Fiche de Valentyn Slyusar », sur national-football-teams.com